# Списък на планините в България
Списъкът на планини и дяловете на планините в България се състои от две части: Списък на планини и дяловете на планините в България по азбучен ред и Списък на планини и дяловете на планините в България по региони. В двата списъка са включени всичките 227 на брой дялове на планини, планински масиви, ридове, възвишения, плата, височини, хълмове и други описани в „Географски речник на България“, София 1980 г., най-пълното и подробно издание за географските обекти в България.

## А
- Авренско плато (Момино плато)
- Айтоска планина
- Алабак
- Антоновски рид (Антоновски височини)
- Арбанашко плато
- Ардински дял (Ардинска планина, Ардински рид, Кула)

## Б
- Бабин нос
- Базалтови могили (Сухиндолски базалтови могили)
- Бакаджиците
- Баташка планина
- Беласица
- Белица
- Белочерковски рид
- Беляковско плато
- Берковска планина
- Бесапарски ридове
- Било
- Боздаг
- Борованска могила
- Босна
- Боховска планина
- Бошулско-Величковски височини
- Букова планина
- Бурел планина
- Ботев

## В
- Вакарелска планина
- Василица
- Васильовска планина
- Ведерник (Ведернишки рид)
- Велийшко-Виденишки дял
- Венеца
- Венеца (Белоградчишки Венец)
- Веренишко бърдо
- Верила
- Веслец
- Ветрен
- Видлич
- Винаровски височини
- Вискяр
- Витоша
- Владимировски рид
- Влахина
- Войводско плато (Сърта)
- Врачанска планина
- Връшка чука
- Вучибаба
- Върбишка планина
- Върли бряг

## Г
- Габровски възвишения (Габровски височини)
- Гагайка
- Гламата
- Гола глава
- Голак
- Голема планина
- Голо бърдо
- Гологлавски височини
- Голоух
- Гората
- Градище
- Граовска хълмиста област
- Гребен
- Гребенец
- Гълъбец (планински праг)
- Гюмюрджински снежник

## Д
- Дебелец
- Деветашко плато
- Девинска планина
- Дервентски възвишения
- Дервишка могила
- Добринско плато
- Добростански рид
- Добруджанско плато
- Драгановски височини (Драгановски рид)
- Драгоевска планина
- Драгоица
- Драгойна

## Е
- Ездимирска планина
- Еледжик
- Елено-Твърдишка планина
- Еленски възвишения (Еленски височини, Еленски рид)
- Еловишка планина
- Еминска планина
- Ерулска планина
- Етрополска планина

## Ж
- Жълти дял

## З
- Забелски рид
- Завалска планина
- Земенска планина
- Златишко-Тетевенска планина
- Знеполска планина (Суха планина)
- Знеполска Рудина (Рудина планина)
- Зъбера (Белотински зъбер)

## И
- Изворска планина (Изворски Рудини)
- Ирантепе
- Ихтиманска Средна гора

## К
- Кайнадински рид
- Калоферска планина
- Каменополско плато
- Камчийска планина
- Капитаница
- Каракулас
- Каратепе
- Карнобатска планина
- Кедикбалкан
- Китка
- Кобилска планина
- Кожух
- Козница (планина)
- Козница (планински праг)
- Козяк
- Конявска планина
- Котленска планина
- Крупнишки рид
- Крушевска планина
- Крушевски рид
- Кървав камък
- Къркария

## Л
- Лакавица
- Лакатишка Рила
- Лествица
- Лешниковска планина
- Лилякско плато
- Лиса планина
- Лисец (в Западна България)
- Лисец (в Предбалкана)
- Ловчански височини (Ловчанска планина)
- Лозенска планина
- Лудогорско плато
- Любаш
- Люлин
- Люляк (Люцкан планина)

## М
- Мадарско плато
- Мала планина
- Малешевска планина
- Манастирище
- Манастирски възвишения
- Маркова могила
- Медни рид
- Межденик
- Мездренска хълмиста област
- Меловете
- Мечковец
- Микренски височини
- Милевска планина
- Милин камък
- Милославска планина
- Мургаш
- Мурсалица
- Мъгленик

## Н
- Негушевски рид

## О
- Овчи хълмове
- Огняновски височини
- Огражден
- Опорски рид (Осойски рид)
- Осоговска планина

## П
- Пенкьовска планина
- Переликско-Преспански дял
- Пирин
- Плана
- Плевенски височини
- Плужна (плато)
- Поглед
- Понор
- Поповски височини
- Преславска планина
- Присовски рид
- Провадийско плато
- Пъстрина

## Р
- Бабешка могила
- Равнец
- Равнището
- Равногор
- Радомирски котловинни възвишения
- Радюва планина
- Разбойна
- Разградски височини
- Раслатица
- Ржана планина (Ръжана)
- Рила
- Риша
- Родопи
- Романа
- Росен баир
- Роякско плато
- Рудини
- Руй

## С
- Сакар
- Самуиловски височини
- Светиилийски възвишения
- Светиниколска планина
- Севлиевски височини
- Септемврийски рид
- Славянка (Алиботуш)
- Сливенска планина
- Софийска планина
- Средна гора
- Стана
- Стара планина
- Стените
- Стидовска планина
- Стража (Парамунска планина)
- Стражата (Кръстец) (планински праг)
- Стражата (плато)
- Странджа
- Стръмни рид
- Стъргач
- Сърнена Средна гора
- Сърта
- Същинска Средна гора

## Т
- Терзийски баир
- Тревненска планина
- Триглав
- Три уши
- Троянска планина
- Търновски височини (Търновска планина)

## У
- Угърчински височини
- Усоица
- Устренски рид

## Ф
- Фисек
- Франгенско плато

## Х
- Хасковска хълмиста област
- Хисар
- Хухла

## Ц
- Царичка планина

## Ч
- Чал
- Чамлия
- Чепън
- Черна гора
- Черна планина
- Чернатица
- Черновръшки рид
- Чипровска планина
- Чирпански възвишения
- Чудинска планина
- Чуката

## Ш
- Шивачевски рид
- Шипочански рид (Шипочан)
- Шипченска планина
- Широка планина
- Шуменско плато
- Шумнатица

## Я
- Язова планина
- Ямурджа

Долупоместеният списък на планините в България по региони, не е съобразен с множеството опити за физикогеографско делене на България, правен от различни учени през последните 80 години, на базата на различни показатели – геоложки строеж, геоморфоложки дадености, климатични особености и други. Позволил съм си всичките 227 планини, планински дялове, планински масиви, възвишения, ридове, плата, височини и други да ги групирам в 7 региона на географски принцип:
- Дунавска равнина – 23 плата, ридове и височини;
- Предбалкана – 48 планини, ридове, плата, височини и хълмисти области;
- Стара планина – 39 планини и планински масиви;
- Средна гора – 23 планини, ридове, възвишения и планински прагове (към този регион са включени планинските прагове, свързващи Стара планина със Средна гора в Подбалканските котловини и Овчите хълмове в Горнотракийската низина);
- Планини и ридове в Западна и Югозападна България – 43 броя;
- Родопите – 37 планини, планински дялове, ридове, и височини;
- Планини, ридове, възвишения и височини в Югоизточна България – 14 броя.

## Възвишения, височини, ридове и плата вДунавската равнина
- Авренско плато (Момино плато)
- Базалтови могили (Сухиндолски азалтови могили)
- Винаровски височини
- Войводско плато (Сърта)
- Гламата
- Добринско плато
- Добруджанско плато
- Драгановски височини (Драгановски рид)
- Капитаница
- Лилякско плато
- Лудогорско плато
- Мадарско плато
- Плевенски височини
- Поповски височини
- Провадийско плато
- Равнището
- Разградски височини
- Роякско плато
- Самуиловски височини
- Стана
- Фисек
- Франгенско плато
- Шуменско плато

## Планини, ридове и височини вПредбалкана
- Антоновски рид (Антоновски височини)
- Арбанашко плато
- Бабин нос
- Беляковско плато
- Борованска могила
- Васильовска планина
- Ведерник (Ведернишки рид)
- Венеца
- Венеца (Белоградчишки Венец)
- Веренишко бърдо
- Веслец
- Владимировски рид
- Връшка чука
- Габровски възвишения (Габровски височини)
- Гагайка
- Гола глава
- Деветашко плато
- Драгоевска планина
- Драгоица
- Дреновица
- Еленски възвишения (Еленски височини, Еленски рид)
- Зъбера (Белотински зъбер)
- Каменополско плато
- Кедикбалкан
- Крушевски рид
- Лакавица
- Лествица
- Лиса планина
- Лисец (в Предбалкана)
- Ловчански височини (Ловчанска планина)
- Маркова могила
- Мездренска хълмиста област
- Меловете
- Микренски височини
- Милин камък
- Плужна (плато)
- Преславска планина
- Присовски рид
- Пъстрина
- Рабишка могила
- Романа
- Севлиевски височини
- Стените
- Стражата (плато)
- Търновски височини (Търновска планина)
- Угърчински височини
- Черновръшки рид
- Широка планина

## Планини и планински масиви вСтара планина
- Айтоска планина
- Берковска планина
- Било
- Видлич
- Врачанска планина
- Вучибаба
- Върбишка планина
- Голема планина
- Гребенец
- Дебелец
- Елено-Твърдишка планина
- Еминска планина
- Етрополска планина
- Златишко-Тетевенска планина
- Калоферска планина
- Камчийска планина
- Карнобатска планина
- Козница (планина)
- Котленска планина
- Мала планина
- Мургаш
- Понор
- Равнец
- Разбойна
- Ржана планина (Ръжана)
- Светиниколска планина
- Сливенска планина
- Софийска планина
- Стара планина
- Стидовска планина
- Терзийски баир
- Тревненска планина
- Триглав
- Три уши
- Троянска планина
- Чепън
- Чипровска планина
- Шипченска планина
- Язова планина

## Планини и ридове вСредна гора
- Белица
- Вакарелска планина
- Гълъбец (планински праг)
- Еледжик
- Забелски рид
- Ихтиманска Средна гора
- Козница (планински праг)
- Лозенска планина
- Межденик
- Негушевски рид
- Овчи хълмове
- Опорски рид (Осойски рид)
- Раслатица
- Септемврийски рид
- Средна гора
- Стражата (Кръстец) (планински праг)
- Сърнена Средна гора
- Същинска Средна гора
- Чирпански възвишения
- Шивачевски рид
- Шипочански рид (Шипочан)
- Шумнатица
- Ямурджа

## Планини в Западна и Югозападна България
- Беласица
- Боховска планина
- Верила
- Вискяр
- Витоша
- Влахина
- Голо бърдо
- Гологлавски височини
- Голоух
- Ездимирска планина
- Еловишка планина
- Ерулска планина
- Завалска планина
- Земенска планина
- Изворска планина (Изворски Рудини)
- Кобилска планина
- Кожух
- Конявска планина
- Крупнишки рид
- Кървав камък
- Лакатишка Рила
- Лешниковска планина
- Лисец (в Западна България)
- Любаш
- Люлин
- Люляк (Люцкан планина)
- Малешевска планина
- Милевска планина
- Милославска планина
- Огражден
- Осоговска планина
- Пенкьовска планина
- Пирин
- Плана
- Рила
- Рудини
- Руй
- Славянка (Алиботуш)
- Стража
- Стъргач
- Царичка планина
- Черна гора
- Чудинска планина

## Планини, планински дялове, ридове и височини вРодопите
- Алабак
- Ардински дял (Ардинска планина, Ардински рид, Кула)
- Баташка планина
- Белочерковски рид
- Бесапарски ридове
- Букова планина
- Велийшко-Виденишки дял
- Гората
- Градище
- Гюмюрджински снежник
- Девинска планина
- Добростански рид
- Драгойна
- Дъбраш (Доспатска планина)
- Жълти дял
- Ирантепе
- Кайнадински рид
- Каракулас
- Крушевска планина
- Къркария
- Манастирище
- Мечковец
- Мурсалица
- Мъгленик
- Переликско-Преспански дял
- Равногор
- Радюва планина
- Родопи
- Стръмни рид
- Сърта
- Устренски рид
- Хасковска хълмиста област
- Хухла
- Чал
- Чамлия
- Черна планина
- Чернатица
- Чуката

## Планини, възвишения, ридове и височини в Югоизточна България
- Бакаджиците
- Босна
- Върли бряг
- Дервентски възвишения
- Дервишка могила
- Каратепе
- Китка
- Манастирски възвишения
- Медни рид
- Росен баир
- Сакар
- Светиилийски възвишения
- Странджа
- Хисар